# Dopamine (film)
Pour l’article homonyme, voir Dopamine.
Pour plus de détails, voir Fiche technique et Distribution.
Dopamine est une comédie dramatique romantique américaine écrite et réalisée par Mark Decena sortie en 2003.

## Synopsis
Rand, un ingénieur informatique, est convaincu que l'amour n'est rien d'autre qu'une forme d'euphorie engendrée par la dopamine... Jusqu'au jour où il fait la rencontre de Sarah, qui croit à la réalité de ce type d'émotion. Au cours de la relation, tous deux apprennent énormément de choses sur le sujet.

## Fiche technique
- Réalisation : Mark Decena
- Scénario : Mark Decena, Timothy Breitbach
- Durée : 84 minutes
- Année : 2003

## Distribution
- John Livingston : Rand
- Sabrina Lloyd : Sarah McCaulley
- Bruno Campos : Winston
- Rueben Grundy : Johnson
- Kathleen Antonia : Tammy
- Nicole Wilder : Machiko
- Ian Berzon : Moving man
- Timothy Breitbach : Mike the bartender
- Ivan Kraljevic : Sleazy Guy
- Wanda McCaddon : Margie
- Marcus J. Oliver : Richard
- William Windom : Rand's father
- Dennis Yen : Toru
- Christa Bella : Bar Patron (non crédité)
- Alan Draven : Straggler (non crédité)
- Donn Andrew Simmons : Guy on Date at Museum (non crédité)

## Prix et récompenses
Le film est lauréat du prix Alfred P. Sloan au festival du film de Sundance 2003.